# Gheorghe Gheorghiu-Dej
Gheorghe Gheorghiu-Dej (8 tháng 11 năm 1901 - 19 tháng 3 năm 1965) là một chính trị gia cộng sản Romania. Ông là nhà lãnh đạo Cộng sản đầu tiên của Romania từ năm 1947 đến năm 1965, giữ chức bí thư thứ nhất của Đảng Cộng sản Romania (cuối cùng là "Đảng Công nhân Romania", PMR) từ năm 1944 đến năm 1954 và từ năm 1955 đến năm 1965, và là Thủ tướng Cộng sản đầu tiên. của Romania từ năm 1952 đến năm 1955.
Sinh ra ở Bârlad (1901), Gheorghiu-Dej đã tham gia vào các hoạt động của phong trào cộng sản từ đầu những năm 1930. Khi Chiến tranh thế giới thứ hai bùng nổ ở châu Âu, ông bị chế độ của Ion Antonescu giam giữ trong trại giam Târgu Jiu, và chỉ trốn thoát vào tháng 8 năm 1944. Sau khi quân của Vua Michael lật đổ Antonescu và bắt ông vì tội ác chiến tranh, Gheorghiu-Dej cùng với thủ tướng Petru Groza đã gây áp lực buộc Nhà vua phải thoái vị vào tháng 12 năm 1947, đánh dấu sự khởi đầu của chế độ Cộng sản hoàn toàn ở Romania.
Dưới sự cai trị của mình, Romania được coi là một trong những quốc gia vệ tinh trung thành nhất của Liên Xô, mặc dù Gheorghiu-Dej bị một phần đáng lo ngại bởi chính sách phi Stalin hoá nhanh chóng do Nikita Khrushchev khởi xướng vào cuối những năm 1950. Ông cũng là người đã đưa ra các chính sách tăng cường thương mại giữa Romania và các nước phương Tây, và quan hệ giữa Romania và các nước phương Tây khác là tích cực. Tuy nhiên, cùng lúc đó chính phủ của ông cũng đã bị buộc tội vi phạm nhân quyền trong nước.
Ông qua đời tháng 3 năm 1965 do ung thư phổi. Sau này Nicolae Ceauşescu đã kế nhiệm ông chức Tổng Bí thư Đảng.